# Catadelpha
Catadelpha é um gênero de traça pertencente à família Arctiidae.